# Annów (Mazovie)
Pour les articles homonymes, voir Annów.
Annów (prononciation : [ˈannuf]) est un village polonais de la gmina de Policzna dans le powiat de Zwoleń de la voïvodie de Mazovie dans le centre-est de la Pologne.
Il se situe à environ 6 km au nord de Zwoleń (siège du powiat) et 100 km au sud-est de Varsovie (capitale de la Pologne).
Le village compte une population d'environ 90 habitants en 2006.

## Histoire
De 1975 à 1998, le village appartenait administrativement à la voïvodie de Radom.